# 1253
سنة 1253 كانت سنة بسيطة تبدأ يوم الأربعاء (الرابط يظهر نموذج التقويم الكامل للسنة) من التقويم اليولياني.

## أحداث
- تأسيس مدينة غدينيا وتقع حاليا في بولندا.

## مواليد
- أمير خسرو.

## وفيات
- أحمد التيفاشي.
- دوغين.
- الشمس التبريزي.
- روبرت جروسيتيست.
- عقاب العواجي